# Jaden McDaniels
Jaden McDaniels (Federal Way, 29 september 2000) is een Amerikaans basketballer die uitkomt voor de Minnesota Timberwolves. Hij speelt als power forward.

## Carrière
McDaniels speelde in het seizoen 2019-2020 collegebasketbal voor de Washington Huskies. Hij stelde zich kandidaat voor de NBA Draft 2020 waar hij als 28e in de eerste ronde werd gekozen door de Los Angeles Lakers. Hij werd daarna betrokken in twee ruiltransacties. Oklahoma City Thunder verwierf de rechten op McDaniels en Danny Green van de Los Angeles Lakers in ruil voor Dennis Schroder. Amper twee dagen later werd McDaniels opnieuw in een ruil betrokken: de Minnesota Timberwolves haalden McDaniels en Ricky Rubio aan boord in ruil voor James Johnson en de drafrechten op Aleksej Pokuševski en de tweede ronde draft van Minnesota in 2024. 
Op 27 december 2020 maakte McDaniels zijn debuut in de NBA tijdens een wedstrijd van de Timberwolves tegen de Utah Jazz. Vanaf het seizoen 2022/23 werd McDaniels uitgespeeld als basisspeler. Tijdens dat seizoen was McDaniels goed voor een gemiddelde van 12,1 punten per wedstrijd. In oktober 2023 tekende McDaniels een nieuw contract voor 5 seizoenen bij de Timberwolves. Tijdens het seizoen 2023/24 kon McDaniels zich met de Timberwolves plaatsen voor de NBA Playoffs. In de eerste ronde was Minnesota met 4-0 duidelijk te sterk voor de Phoenix Suns waarna in de tweede ronde Minnesota met 4-3 kon winnen van de Denver Nuggets. In de finale van de Western Conference moest Minnesota echter zijn meerdere erkennen in de Dallas Mavericks. McDaniels werd opgenomen in het NBA All-Defensive Second Team.

## Erelijst
- NBA All-Defensive Second Team: 2024

## Statistieken
| Legenda | Legenda                | Legenda | Legenda                 | Legenda | Legenda               |
| ------- | ---------------------- | ------- | ----------------------- | ------- | --------------------- |
| WG      | Wedstrijden gespeeld   | WS      | Wedstrijden als starter | MPW     | Minuten per wedstrijd |
| FG%     | Fieldgoal-percentage   | 3P%     | Drie-punterpercentage   | VW%     | Vrije-worppercentage  |
| RPW     | Rebounds per wedstrijd | APW     | Assists per wedstrijd   | SPW     | Steals per wedstrijd  |
| BPW     | Blocks per wedstrijd   | PPW     | Punten per wedstrijd    | Vet     | Hoogste in carrière   |

### Regulier NBA-seizoen
| Seizoen  | Team                   | WG  | WS  | MPW  | FG%  | 3P%  | FW%  | RPW | APW | SPW | BPW | PPW  |
| -------- | ---------------------- | --- | --- | ---- | ---- | ---- | ---- | --- | --- | --- | --- | ---- |
| 2020/21  | Minnesota Timberwolves | 63  | 27  | 24,0 | 44,7 | 36,4 | 60,0 | 3,7 | 1,1 | 0,6 | 1,0 | 6,8  |
| 2021/22  | Minnesota Timberwolves | 70  | 31  | 25,8 | 46,0 | 31,7 | 80,3 | 4,2 | 1,1 | 0,7 | 0,8 | 9,2  |
| 2022/23  | Minnesota Timberwolves | 79  | 79  | 30,6 | 51,7 | 39,8 | 73,6 | 3,9 | 1,9 | 0,9 | 1,0 | 12,1 |
| 2023/24  | Minnesota Timberwolves | 72  | 71  | 29,2 | 48,9 | 33,7 | 72,2 | 3,1 | 1,4 | 0,9 | 0,6 | 10,5 |
| 2024/25  | Minnesota Timberwolves | 82  | 82  | 31,9 | 47,7 | 33,0 | 81,3 | 5,7 | 2,0 | 1,3 | 0,9 | 12,2 |
| Carrière | Carrière               | 366 | 290 | 28,5 | 48,2 | 34,8 | 75,2 | 4,2 | 1,5 | 0,9 | 0,8 | 10,3 |

### NBA-playoffs
| Seizoen  | Team                   | WG | WS | MPW  | FG%  | 3P%  | FW%  | RPW | APW | SPW | BPW | PPW  |
| -------- | ---------------------- | -- | -- | ---- | ---- | ---- | ---- | --- | --- | --- | --- | ---- |
| 2021/22  | Minnesota Timberwolves | 6  | 0  | 21,7 | 52,9 | 50,0 | 83,3 | 2,8 | 0,7 | 0,3 | 1,8 | 9,3  |
| 2023/24  | Minnesota Timberwolves | 16 | 16 | 33,6 | 51,4 | 42,9 | 77,1 | 3,8 | 1,1 | 0,9 | 1,1 | 12,2 |
| 2024/25  | Minnesota Timberwolves | 15 | 15 | 33,1 | 51,5 | 38,2 | 89,3 | 5,6 | 1,5 | 1,3 | 0,9 | 14,7 |
| Carrière | Carrière               | 37 | 31 | 31,5 | 51,6 | 42,0 | 82,7 | 4,4 | 1,2 | 0,9 | 1,1 | 12,7 |